# Harzblick (Wernigerode)

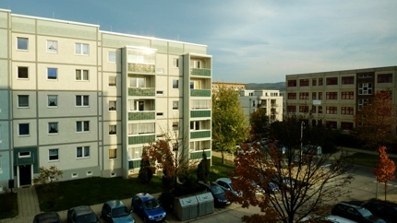
Wohngebäude im Harzblick

Das Wohngebiet Harzblick ist eine von 1988 bis 1990 in Plattenbauweise errichtete Großwohnsiedlung in der Stadt Wernigerode in Sachsen-Anhalt.

## Lage
Der Stadtteil liegt im Norden von Wernigerode zwischen dem Bürgerpark Wernigerode und dem Wohngebiet Charlottenlust.

## Infrastruktur
In der Siedlung existiert die Grundschule Harzblick und seit 1989 eine Kindertagesstätte. Vom Blockheizkraftwerk Harzblick besteht bis zum Krankenhaus eine neue Fernwärmeleitung. Der Jugendtreff Harzblick ist eine öffentliche Einrichtung für Freizeitaktivitäten für Kinder und Jugendliche der Siedlung. Der Platz der interaktiven Begegnung im Wohngebiet Harzblick ist ein mit Bänken, Grünflächen, Blumenrabatten und Fitnessgeräten ausgestatteter Ort für ältere Menschen.